# Solomons
Solomons – jednostka osadnicza w Stanach Zjednoczonych, w stanie Maryland, w hrabstwie Calvert.